# Zasada Kerckhoffsa
Zasada Kerckhoffsa – jedna z podstawowych zasad współczesnej kryptografii, sformułowana w XIX wieku przez holenderskiego kryptologa Augusta Kerckhoffsa. Zasada ta mówi, że system kryptograficzny powinien być bezpieczny nawet wtedy, gdy wszystkie szczegóły jego działania – oprócz klucza – są znane.
Zasadę Kerckhoffsa spełniają praktycznie wszystkie współcześnie stosowane algorytmy szyfrujące (RSA, AES i inne), których specyfikacje są w pełni jawne. Algorytmy te są uważane za dobrze zbadane i bezpieczne. Bezpieczeństwo zaszyfrowanej wiadomości zależy tylko od bezpieczeństwa klucza szyfrującego (zakładając, że intruz nie ma technicznych możliwości złamania szyfru metodą brute force).
Utajnienie szczegółów algorytmu szyfrującego może znacząco utrudnić jego kryptoanalizę, ale tylko wówczas, gdy algorytm jest wykorzystywany w ściśle ograniczonym środowisku, które uniemożliwi łatwe ujawnienie algorytmu. Na przykład większość szyfrów stosowanych na świecie do ochrony informacji na szczeblu rządowym to algorytmy niejawne (np. polski szyfr NASZ).
Z drugiej strony większość niejawnych algorytmów, które wprowadzano na rynek w celach komercyjnych i na skalę masową, stosunkowo szybko została ujawniona i złamana (np. szyfr DVD-CSS).